# 布林德特雷伯爾河

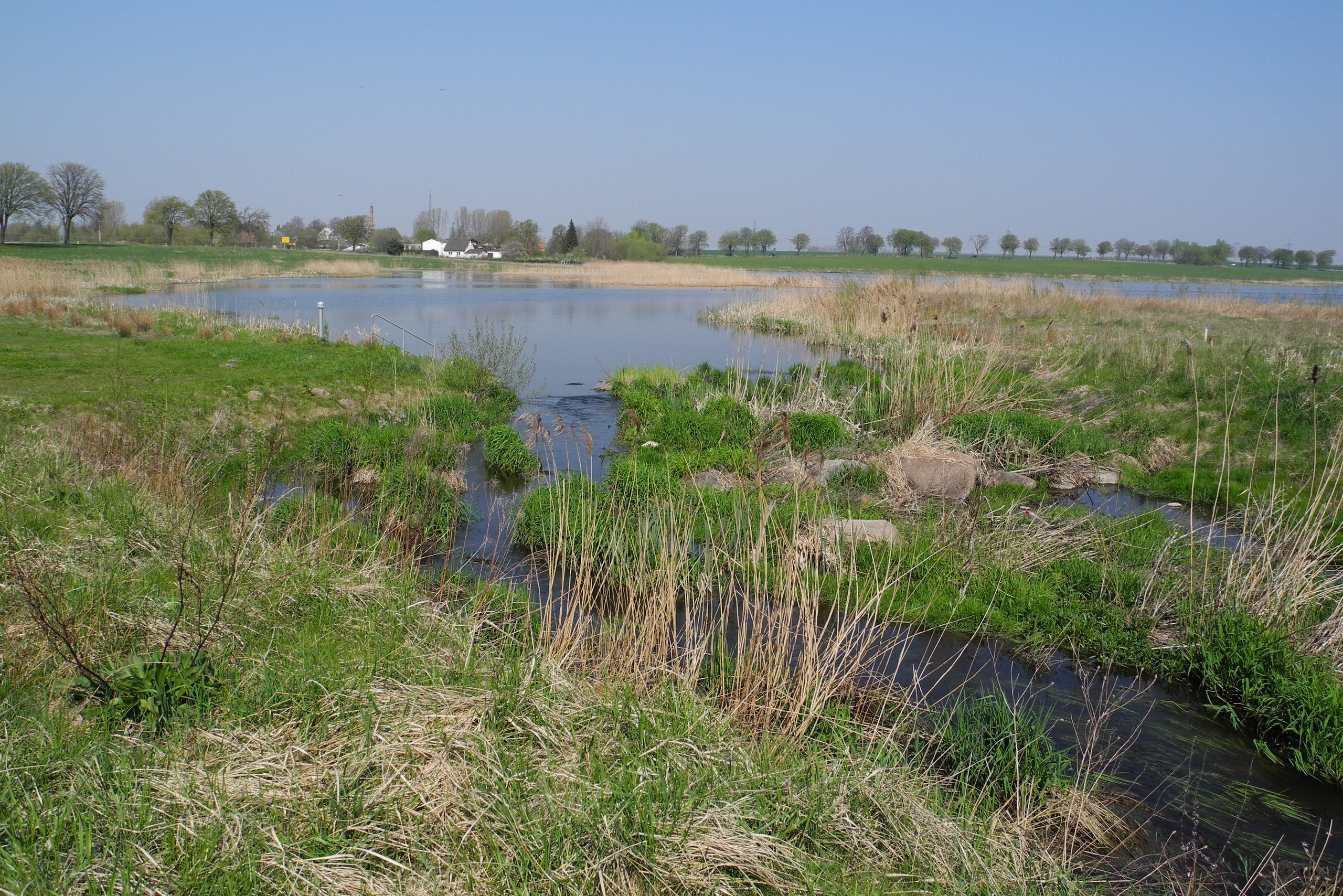
布林德特雷伯爾河

54°06′15″N 12°48′06″E / 54.1041°N 12.8017°E
布林德特雷伯爾河（德語：Blinde Trebel），是德國的河流，位於該國東北部，由梅克倫堡-前波美拉尼亞州負責管轄，屬於特雷伯爾河的支流，發源自維滕哈根，河口處在特里布塞斯。